# Maksym Koncewy
Maksym Ołehowycz Koncewy (ukr. Максим Олегович Концевий; ur. 4 marca 1985 w Chersoniu) – ukraiński wioślarz.

## Osiągnięcia
- Mistrzostwa Świata Juniorów – Troki 2002 – ósemka – 7. miejsce[1].
- Mistrzostwa Świata – Mediolan 2003 – ósemka – 14. miejsce[1].
- Mistrzostwa Świata U-23 – Hazewinkel 2006 – ósemka – 9. miejsce[1].
- Mistrzostwa Świata U-23 – Glasgow 2007 – czwórka bez sternika – 11. miejsce[1].
- Mistrzostwa Europy – Ateny 2008 – czwórka bez sternika – 6. miejsce[1].